# Joško Kreković
Joško Kreković (* 17. April 1969 in Split) ist ein ehemaliger kroatischer Wasserballspieler. Er gewann mit der kroatischen Nationalmannschaft eine olympische Silbermedaille.

## Sportliche Karriere
Joško Kreković begann bei VK Mornar Split und spielte von 1989 bis 1998 bei VK Jadran Split, mit denen er 1991 die jugoslawische Meisterschaft gewann. Nach einem Jahr in Pescara und einem Jahr bei VK POŠK Split trat er von 2000 bis 2003 für Nervi in Italien an, bevor er noch einmal drei Jahre bei VK Mornar wirkte.
Kreković gewann mit der kroatischen Mannschaft die Silbermedaille hinter den Italienern bei den Mittelmeerspielen 1993 in Languedoc-Roussillon. Bei der Weltmeisterschaft 1994 in Rom unterlagen die Kroaten im Halbfinale den Italienern mit 5:8. Das Spiel um die Bronzemedaille gegen die russische Mannschaft verloren die Kroaten mit 13:14 nach der zweiten Verlängerung. 1996 bei den Olympischen Spielen 1996 in Atlanta erreichten die Kroaten in ihrer Vorrundengruppe den dritten Platz. Im Viertelfinale trafen die Kroaten auf die jugoslawische Mannschaft, eigentlich die Mannschaft von Serbien und Montenegro. Nach ihrem 8:6-Sieg bezwangen die Kroaten im Halbfinale die Italiener mit 7:6. Im Finale gewannen dann die Spanier mit 7:5. Kreković erzielte vier seiner neun Turniertore im Halbfinale und eins im Finale.